# Anazarbos

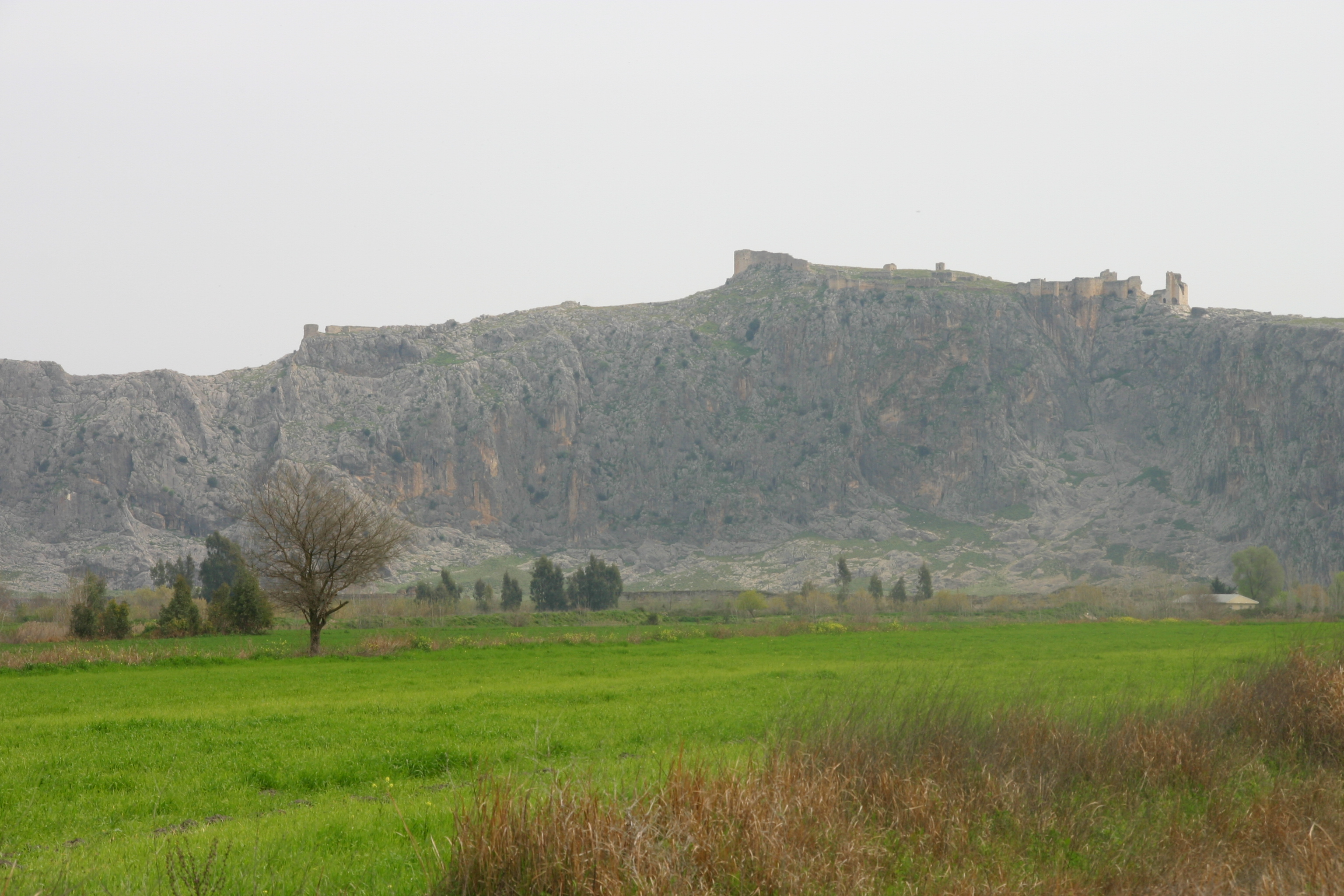
Die Akropolis von Anazarbos

Anazarbos (griechisch Ανάζαρβος (f. sg.), auch unter den anderen Formen Ἀναζαρβός, Ἀνάζαρβα (n. pl.)), lateinisch Anazarbus, ist eine antike Stadt im nordöstlichen Kilikien (Kilikia Pedias; heute in der Provinz Adana, Türkei) und seit 2014 Kandidatin zur Aufnahme ins UNESCO-Weltkulturerbe. Andere Namensformen sind: Anarzabus, Anazarba, lateinisch Caesarea ad Anazarbum, Justinianopolis, in nachantiker Zeit arabisch عَيْنُ زَرْبَة Anazarva und mittelalterlich ʿAin Zarba, Naversa (Kreuzritter), türkisch Çeçen Anavarza, heute Ağaçlı oder Dilekkaya („Wunschfelsen“). Der Name wird von einem gleichnamigen sagenhaften Gründer abgeleitet oder von einem Berg in der Nähe. Der „Anavarza-Felsen“ wird häufig in Werken des Schriftstellers Yaşar Kemal erwähnt, wie in Memed mein Falke und im Unsterblichkeitskraut. Am Rande des ausgedehnten Ruinenfeldes von Anazarbos existiert heute das kleine Dorf Dilekkaya.
Die Stadt war ein Metropolitanbistum im Gebiet des Patriarchats von Antiochia und ist heute ein (seit 1964 vakanter) Titularerzbischofssitz der römisch-katholischen Kirche (siehe Titularerzbistum Anazarbus).

## Lage

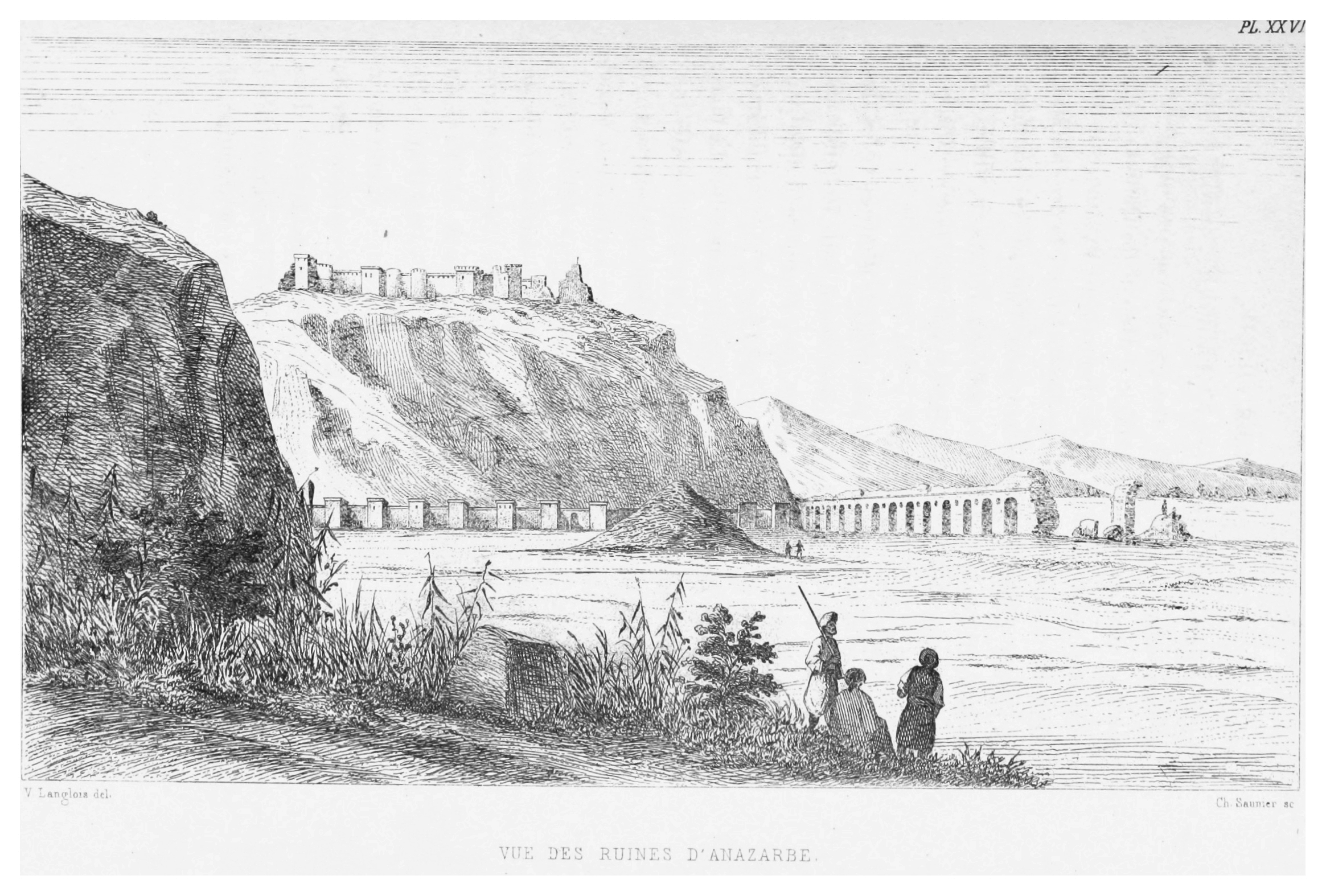
Gesamtansicht mit Aquädukt (bei Langlois)

Anazarbos liegt 28 km südlich von Kozan (Sis) in der Provinz Adana am Fluss Ceyhan (antik Pyramos). Durch seinen über 200 m hohen Burgberg, einen Ausläufer des Taurus, der in die kilikische Ebene ragt, hatte die dortige Befestigung in der gesamten Antike eine große strategische Bedeutung.

## Geschichte
Nach ersten Grabungsergebnissen war der Burgberg bereits in prähistorischer Zeit besiedelt. Durch Münzprägungen ist die Stadt seit dem 2. Jahrhundert v. Chr. belegt. 67 v. Chr. wurde der ehemalige Pirat Tarkondimotos I. von Pompeius zum König von Anazarbos ernannt. Er starb in der Seeschlacht von Actium, wo er auf der Seite von Marcus Antonius kämpfte. Nach dem Tode König Tarkondimotos’ II. übernahm Rom die direkte Herrschaft. Die Siedlung erhielt 19 v. Chr. von Augustus die Stadtrechte und wurde kurz darauf in das Römische Reich eingegliedert. 260 n. Chr. wurde Anazarbos durch den sassanidischen König Schapur I. erobert. Die Heiligen Tharakos, Probus und Andronikos erlitten um 304 in Anazarbos das Martyrium und galten danach als Schutzheilige von Kilikien. Ihre Reliquien wurden schließlich durch Bischof Auxentius nach Mopsuestia überführt.
Um 380 wurde die Stadt durch den isaurischen Banditen Balbinus verwüstet. Unter Theodosius II. wurde Anazarbos Hauptstadt der Provinz Cilicia Secunda. 431 und 435 fanden hier Konzile statt. Ein Titularerzbistum der Römisch-katholischen Kirche bestand bis ins 20. Jahrhundert. Die Stadt wurde 525, 561 und 1945 durch Erdbeben zerstört und im 6. Jahrhundert von einer Seuche heimgesucht. Nach Zerstörungen durch ein verheerendes Erdbeben, das ganz Kilikien verwüstete, wurde die Stadt unter Justin I. wieder aufgebaut und mit dem Namen Iustinopolis bedacht.
Der Abbaside Hārūn ar-Raschīd baute die Stadt 796 wieder auf; und auch der Kalif al-Mutawakkil (846–861) ließ hier Gebäude errichten, wie kufische Bauinschriften in einem Turm am Westtor belegen. Unter Basileios I. (867–886) wird Abu Abdallah ibn Amr als Emir von Anazarba erwähnt. Angeblich verließ er die Stadt auf die Nachricht hin, dass sich ein kaiserliches Heer nähere, und floh nach Melitene, von einer Einnahme Anazarbas durch die Byzantiner wird jedoch nichts berichtet. Im 10. Jahrhundert ließ der Hamdanide Saif ad-Daula die Stadt für (wie Yaqut berichtet) drei Millionen Dirhams befestigen.
964 eroberte Nikephoros II. Phokas die Stadt. Nachdem sie 1107 an den Armenier Thoros I. gefallen war, wurde sie unter Johannes II. Komnenos zwischen 1137 und 1144 wiedererobert. Sie war bis 1184 Hauptstadt von Kleinarmenien, dann wurde Tarsus Hauptstadt.
Das ägyptische Mamlukensultanat zerstörte die Stadt endgültig 1374.

## Forschungsgeschichte
Die Ruinen wurden 1836 durch Charles Texier besucht. Der französische Orientalist Victor Langlois war 1852–53 vor Ort, um Inschriften und bauliche Spuren aus der Zeit des Armenischen Königreiches zu studieren. Auch die britische Reisende Gertrude Bell besuchte Anazarbos. Von 2004 bis 2007 führte Richard Posamentir von der Abteilung Istanbul des Deutschen Archäologischen Instituts hier einen Survey durch.

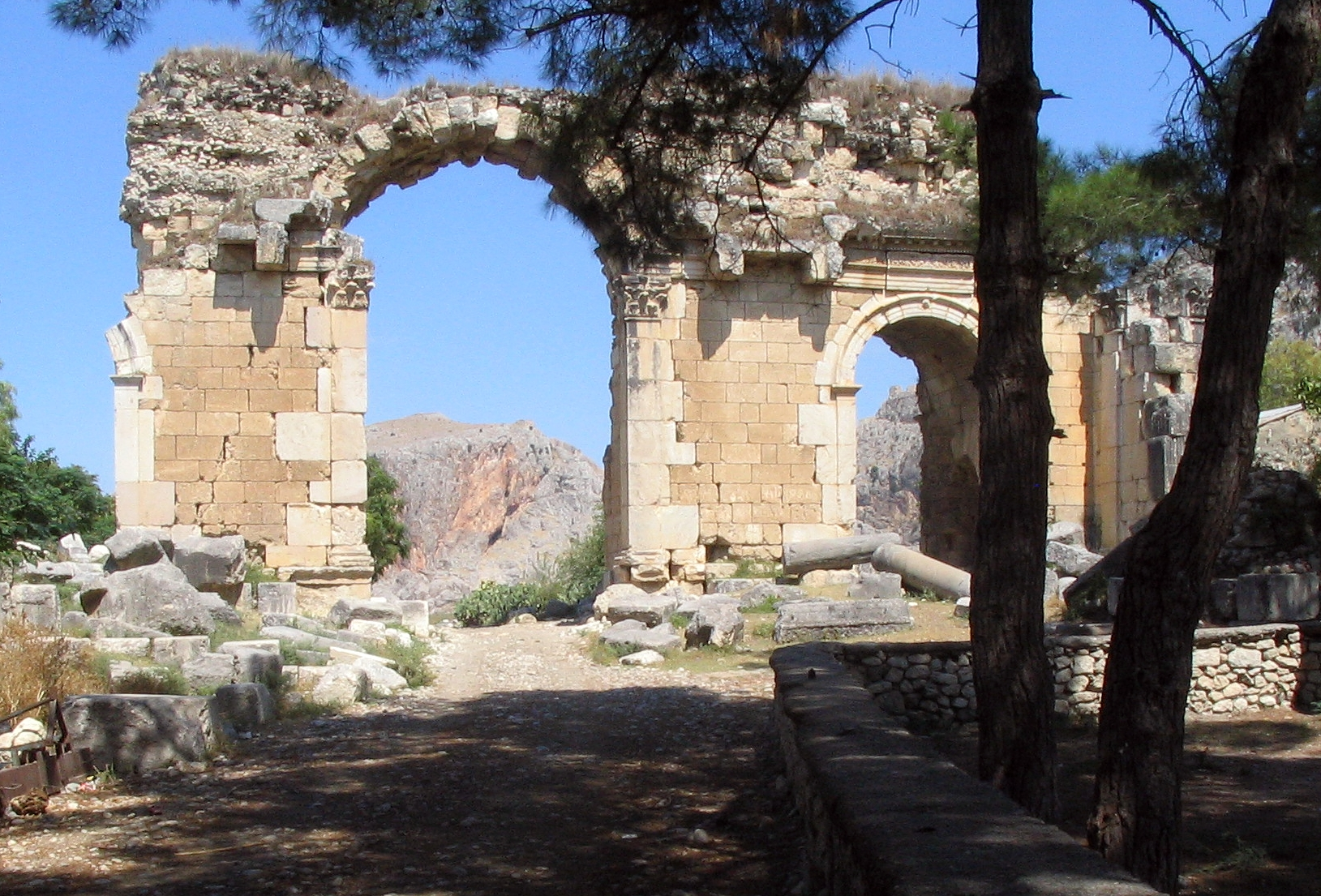
Bogenmonument

## Sehenswürdigkeiten

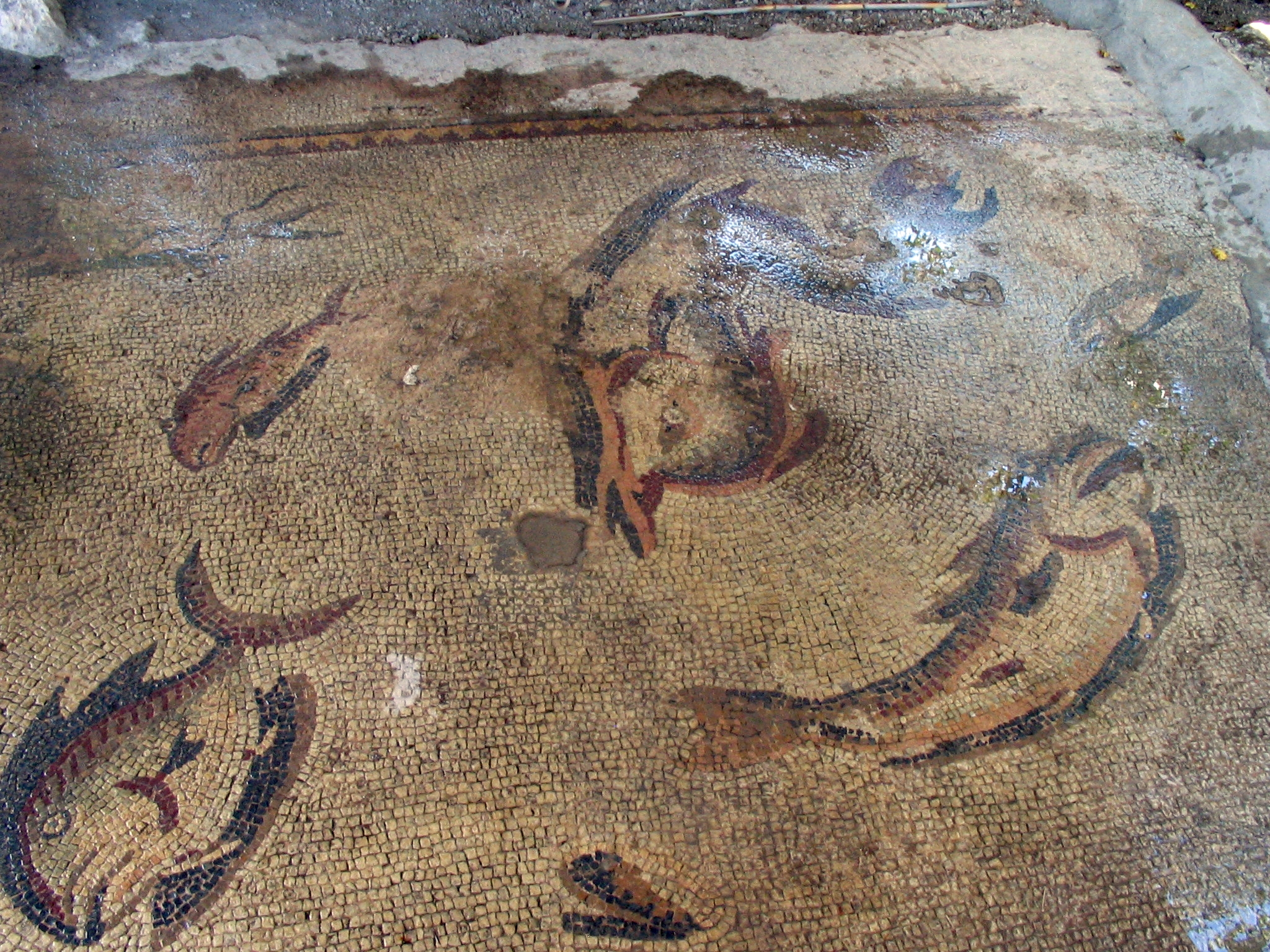
Fischmosaik

- Stadtmauer, 1,5 km lang, mit vier Toren und 20 Bastionen ausgestattet
- Prachtstraße
- Thermen
- Theater
- Stadium außerhalb der Stadtmauern
- Aquädukt
- Apostelkirche
- Bogenmonument mit drei Durchgängen, die Südseite zieren sechs korinthische Säulen aus schwarzem Granit. Auf der Nordseite befinden sich Nischen, in denen Statuen standen.
- Nekropole im Westen der Stadt, Felskammergräber und freistehende Sarkophage
- Mittelalterliche Burg mit drei Verteidigungswällen, Kasernen, einem dreistöckigen Turm, Speichern und Zisternen.
- Eine 250 m lange, 4–15 m tiefe Schlucht, in der die Straße von Anazarbos nach Flaviopolis (Kozan) und Hierapolis Kastabala verläuft. Sie wurde der Legende nach von Ali ibn Abi Talib erschaffen, als er auf der Flucht vor seinen Feinden den Felsen mit seinem Schwert spaltete.
- Im örtlichen Freilichtmuseum sind Mosaike, unter anderem von Fischen, und verschiedene Bauteile wie Kapitelle zu sehen.

## Historische Persönlichkeiten
- Der griechische Arzt und Naturkundler Pedanios Dioskurides aus dem 1. Jahrhundert n. Chr.; er verfasste sein Hauptwerk Über Arzneistoffe (griechisch Περὶ ὕλης ἰατρικῆς Perí hýles iatrikés, lateinisch De materia medica) zwischen 50 und 70 n. Chr.

- möglicherweise Oppian, da (auch) genannt Oppian aus Anarzabos, ein im 2. Jahrhundert n. Chr. lebender griechischer Grammatiker und Verfasser eines Lehrgedichts.

- Der Heilige Julian von Tarsus, auch Julian von Anazarbos, († 302), Festtag 16. März, wurde in Anazarbos geboren und erlitt unter Diokletian das Martyrium, als man ihn in einem Sack voller Schlangen und Skorpione ins Mittelmeer warf. Seine Reliquien werden in Antakya aufbewahrt.